# Kamern
Kamern – miejscowość i gmina w Niemczech, w kraju związkowym Saksonia-Anhalt, w powiecie Stendal, wchodzi w skład gminy związkowej Elbe-Havel-Land.
1 stycznia 2010 do gminy przyłączono Schönfeld i Wulkau.